# Der Löwe und das Mäuschen
 Der Löwe und das Mäuschen ist eine wohl im 6. Jahrhundert v. Chr. verfasste Tierfabel des altgriechischen Fabeldichters Äsop und weist große Parallelen zu der altägyptisch-demotischen Fabel Der Löwe und die Maus auf.

## Inhalt
Ein Löwe verschont eine von ihm gefangene Maus, die ihm verspricht, sich eines Tages erkenntlich zu zeigen. Kurz darauf findet sich der Löwe gefangen in einem Netz. Die Maus befreit ihn mit ihren Nagezähnen.

Der Löwe und das Mäuschen in der Kunst
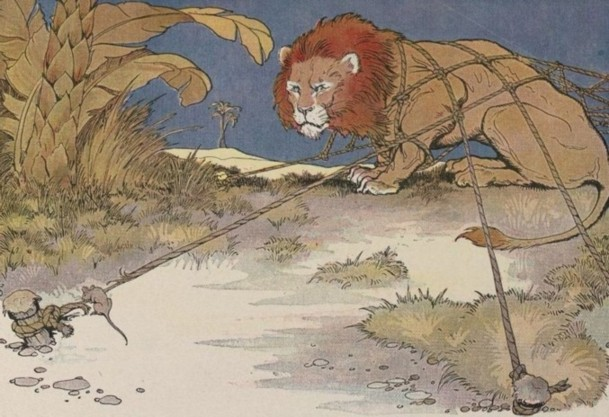
Der Löwe und die Maus
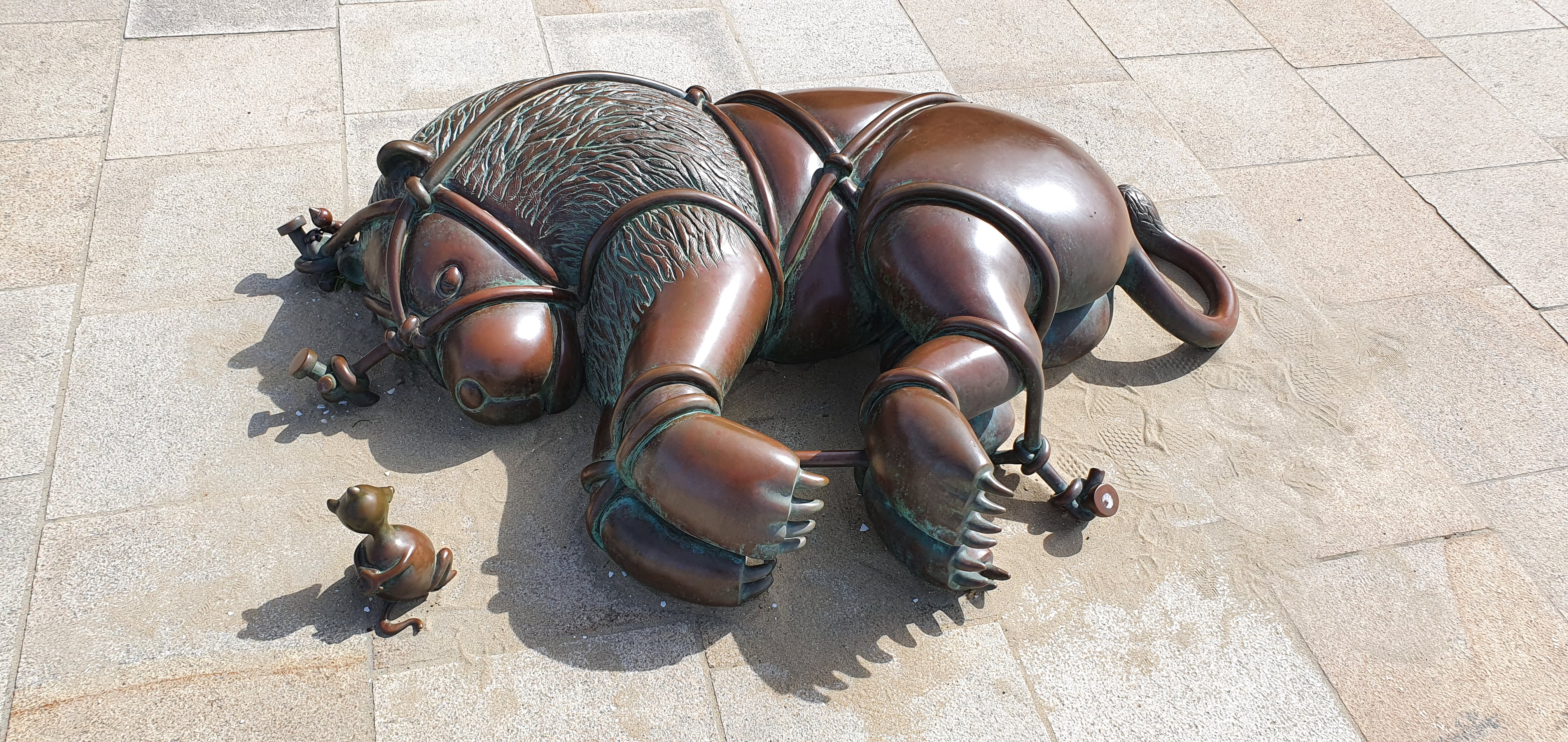
Skulptur von Tom Otterness in Scheveningen